# Obereopsis aureotomentosa
Obereopsis aureotomentosa är en skalbaggsart som beskrevs av Stefan von Breuning 1950. Obereopsis aureotomentosa ingår i släktet Obereopsis och familjen långhorningar. Inga underarter finns listade i Catalogue of Life.